# عبادة الشخصية الكورية الشمالية

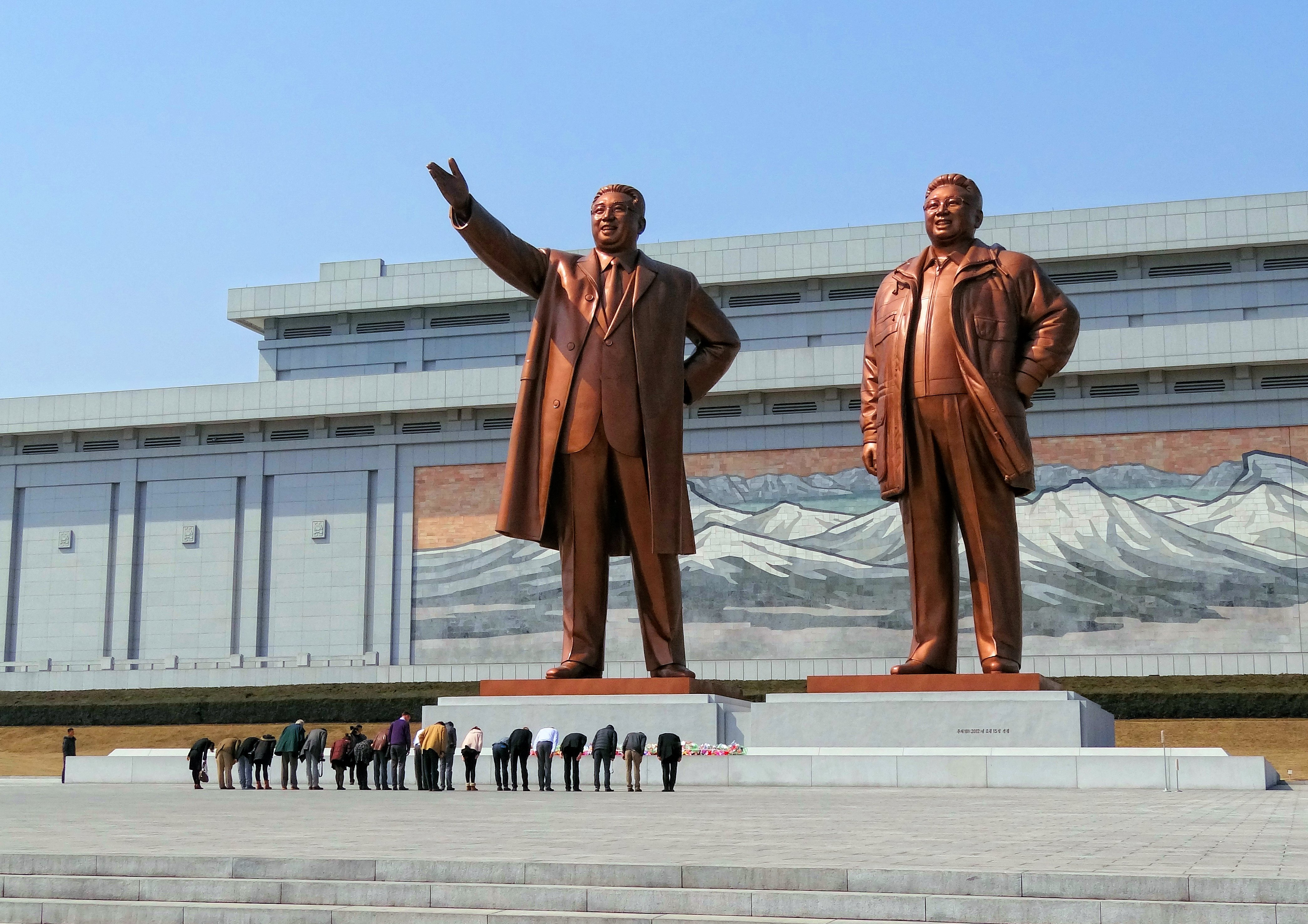
نصب مانسوداي الكبير في بيونغ يانغ في عام 2014 يصور كيم إيل سونغ (يسار) وكيم جونغ إيل (يمين)، مع تكريم الزوار.

عبادة الشخصية الكورية الشمالية المحيطة بالعائلة الحاكمة، عائلة كيم،  موجودة في كوريا الشمالية منذ عقود ويمكن العثور عليها في العديد من الأمثلة من الثقافة الكورية الشمالية. على الرغم من أن حكومة كوريا الشمالية لم تعترف بها، إلا أن العديد من المنشقين والزوار الغربيين يصرحون بأن هناك غالبًا عقوبات صارمة على أولئك الذين ينتقدون أو لا يظهرون الاحترام «المناسب» للنظام.  بدأت عبادة الشخصية بعد وقت قصير من تولي كيم إيل سونغ السلطة في عام 1948، وتم توسيعها بشكل كبير بعد وفاته في عام 1994.
في حين أن البلدان الأخرى لديها عبادة شخصية بدرجات مختلفة، فإن تفشي عبادة شخصية كوريا الشمالية وطبيعتها المتطرفة تفوق عبادة ستالين أو ماو تسي تونغ. تتميز العبادة أيضًا بكثافة مشاعر الناس وتفانيهم لقادتهم،  :25 والدور الرئيسي الذي تلعبه إيديولوجيا كونفوشيوسية للعائلة في الحفاظ على العبادة وبالتالي في الحفاظ على النظام نفسه. إن عبادة الشخصية الكورية الشمالية جزء كبير من الاشتراكية والشمولية الكورية الشمالية. تعتبر العبادة الإمبراطورية الوحيدة المتبقية على الأرض.
إن تعصبهم وتفانيهم في عائلة كيم هائل لدرجة أن الكثيرين يرون قادتهم كآلهة لديهم قوى إلهية ويمكنهم اختيار من يعيش أو يموت وكلماتهم مطلقة ويجب اتباعهم دون سؤال أو تردد.

## خلفية
وفقا لSuh Dae-sook، فإن عبادة الشخصية المحيطة بعائلة كيم تتطلب الولاء التام والتذلل لعائلة كيم وتؤسس الدولة كديكتاتورية من رجل واحد عبر الأجيال المتعاقبة. يتضمن دستور عام 1972 لكوريا الشمالية أفكار كيم إيل سونغ كمبدأ توجيهي وحيد للدولة وأنشطته باعتبارها التراث الثقافي الوحيد للشعب.  وفقًا لنيو فوكس انترناشيونال، كانت عبادة الشخصية، ولا سيما المحيطة بكيم ايل سونغ، حاسمة في إضفاء الشرعية على خلافة الأسرة الوراثية. 
تطور كيم إيل سونغ الإيديولوجية السياسية لفكرة جوتشي، التي تُفهم عمومًا على أنها الاعتماد على الذات، وطورتها أيضًا بين الخمسينيات والسبعينيات. أصبحت جوتشي الدليل الرئيسي لجميع أشكال الفكر والتعليم والثقافة والحياة في جميع أنحاء البلاد  حتى قدم كم جونغ إل سياسة سونجون (العسكرية أولاً) في عام 1995، والتي عززت فلسفة جوتشي  ولديها تأثير كبير على السياسات الاقتصادية الوطنية.
في المؤتمر الرابع للحزب الذي عقد في أبريل 2012، قام كيم جونغ أون بتعريف جوتشيه على أنه الفكر الشامل لكيم ايل سونغ، والذي طوره وعمقه كيم جونغ إيل، وبالتالي وصفه بأنه "Kimilsungism-Kimjongilism" وأنه «الفكرة التوجيهية الوحيدة للحزب» والأمة.     
وفقًا لتقرير عام 2013 الصادر عن نيو فوكس انترناشيونال، ينشر المنشوران الإخباريان الكوريان الشماليان الرئيسيان (رودونج سينمون ووكالة الأنباء المركزية الكورية) حوالي 300 مقالًا شهريًا تتعلق بـ«عبادة كيم». ويشير التقرير كذلك إلى أنه مع وفاة كيم جونغ إيل، فإن المواطن الكوري الشمالي العادي يشعر بالتعب من الكم الهائل من الدعاية التي تحيط بكيم. كما نشرت صحيفة Daily NK في عام 2015 أن الجيل الأصغر يهتم أكثر بالعالم الخارجي وأن الحكومة تجد صعوبة في ضمان ولاء جيل "jangmadang" (السوق) والترويج لعبادة كيم جونغ أون.